# Chodkiewicz-Palais (Kościelna)
Das Chodkiewicz-Palais (polnisch: Pałacyk Chodkiewiczów), nach seinem Erbauer auch Brzeziński-Palais genannt, befindet sich in der Warschauer Ulica Kościelna 10. Er ist nicht mit dem größeren Chodkiewicz-Palast in der Ulica Miodowa 14 (ebenfalls in Warschau) zu verwechseln. Das klassizistische Palais liegt in der sogenannten Neustadt im Warschauer Innenstadtdistrikt. Im Westen grenzt der ehemalige Mokrowski-Palast (heute Sitz des Hotels „Le Regina“) an.
Das Palais wurde vermutlich im Jahr 1776 nach einem Entwurf von Simon Gottlieb Zug für Teofil Dunin–Brzeziński errichtet. Im Jahr 1784 erwarb es ein Mitglied der Familie Chodkiewicz, von dem es jedoch vermietet wurde. 1792 wohnte hier der Wizebsker Wojewode Michał Kossakowski. Im 19. Jahrhundert mieteten sich Ärzte, Beamte und Offiziere in das elegante Gebäude ein. Von 1817 bis 1832 wurde es umgebaut. Während des Warschauer Aufstandes 1944 fiel es einem Feuer zum Opfer; Teile des Mauerwerks blieben aber erhalten. 
Das zweigeschossige Palais wurde in den 1950er Jahren von dem Architekten Czesław Bogusz unter Verwendung klassizistischer Stilelemente wiederaufgebaut. Das Gebäude steht auf einem rechteckigen Grundriss. Im Erdgeschoss befindet sich eine Toreinfahrt in einem dezenten Mittelrisalit, der von einem Dreiecksgiebel gekrönt ist.